# Тампико (Илиноис)
Тампико (енгл. Tampico) град је у америчкој савезној држави Илиноис. Познато је као родно место Роналда Регана, 40. председника Сједињених Држава.

## Демографија
По попису из 2010. године број становника је 790, што је 18 (2,3%) становника више него 2000. године.
| Група             | 2000.       | 2010.       |
| Белци             | 759 (98,3%) | 755 (95,6%) |
| Афроамериканци    | 0 (0,0%)    | 0 (0,0%)    |
| Азијати           | 0 (0,0%)    | 3 (0,4%)    |
| Хиспаноамериканци | 12 (1,6%)   | 30 (3,8%)   |
| Укупно            | 772         | 790         |